# Parhypochthonius macrorostrum
Parhypochthonius macrorostrum är en kvalsterart som beskrevs av Schweizer 1956. Parhypochthonius macrorostrum ingår i släktet Parhypochthonius och familjen Parhypochthoniidae. Inga underarter finns listade i Catalogue of Life.